# Hedemora SK
Hedemora SK är en ishockeyklubb från Hedemora i Dalarna. Klubben bildades 1930 som fotbollsklubb. Redan 1932 sadlade man om till bandy. Samtidigt som intresset för bandy svalande ökade intresset för ishockey och i december 1945 hade man en rink klar och kunde spela sin första match. Krylbo IF stod för motståndet och besegrades med 1–0. Till säsongen 1975/76 hade man den första konstfrusna banan klar – Badelundabanan. Till 60-årsjubileet 1990 hade man lyckats övertyga kommen att hjälpa till med en ishall.
Under 1960-talet spelade föreningens A-lag under några år i Division II. På 1980-talet var man tillbaka igen, men då var Division II den svenska tredjeserien. Vid serieomläggningen 1999 kvalificerade sig A-laget för nya Division 1 och där fanns man kvar till säsongen 2003/2004. Till säsongen 2008/2009 var det dags igen. Denna gång höll man sig kvar i sex säsonger till säsongen 2013/2014. Sedan dess spelar man i Hockeytvåan.

## Säsonger i Division 1
| Säsong                                    | Division            | Placering | Vårserie                  | Kval                          |
| ----------------------------------------- | ------------------- | --------- | ------------------------- | ----------------------------- |
| 1999/2000                                 | Division I Västra A | 5         | 2:a i vårserien           |                               |
| 2000/2001                                 | Division 1 Västra A | 5         | 3:a i vårserien           |                               |
| 2001/2002                                 | Division 1 Västra A | 9         | 5:a i vårserien           | 4:a i kvalserien              |
| 2002/2003                                 | Division 1 Västra A | 5         | 1:a i vårserien           | 3:a i förkval                 |
| 2003/2004                                 | Division 1 Västra A | 8         | 4:a i vårserien           | nerflyttade                   |
| 2004–2008 spelade man i lägre divisioner. |                     |           |                           |                               |
| 2008/2009                                 | Division 1C         | 9         | 5:a i vårserien           | 1:a i kvalserien              |
| 2009/2010                                 | Division 1C         | 4         | 8:a i Allettan Mellan     |                               |
| 2010/2011                                 | Division 1C         | 7         | 4:a i fortsättningsserien |                               |
| 2011/2012                                 | Division 1C         | 4         | 7:a i Allettan Mellan     |                               |
| 2012/2013                                 | Division 1C         | 8         | 4:a i fortsättningsserien |                               |
| 2013/2014                                 | Division 1C         | 9         | 5:a i fortsättningsserien | 4:a i kvalserien, nerflyttade |